# Heinrich Marx
Heinrich Marx (eredetileg: Heschel Marx Levi Mordechai) (Saarlouis, 1777. április 15. – Trier, 1838. május 10.) poroszországi ügyvéd, 1831-től igazságügyi tanácsos, Karl Marx édesapja.

## Élete
Heinrich Marx Eva Moses Lvov és Meyer (Mordechai) Halevy második gyerekeként született Herschel Marx Levi Mordechai néven, az 1815-ig – egy ideig exklávéként – Franciaországhoz tartozó Saarlouis (franciául: Sarrelouis) városában, zsidó vallású családban. Még gyermek volt, amikor szüleivel Trier városába költöztek, ahol apja a viszonylag kis létszámú, 30–40 családból álló izraelita közösség főrabbija volt 1788-ban bekövetkezett haláláig. A tisztséget ezután Samuel nevű bátyja töltötte be. Hat testvérével szegénységben nőtt fel, lakásuk a zsinagógában volt, mely olyan leromlott állapotba került 1814-re, hogy szinte lakhatatlanná vált. A kitörési lehetőséget ebből a világból a francia forradalom nyújtotta számára, amely eltörölte a zsidók hátrányos megkülönböztetését szolgáló törvényeket.
Heinrich Marx igen korán függetlenedett családjától, eltávolodott a zárt vallási közösségtől, s világi műveltségre tett szert. Mivel születésekor és később Trierben 19 éven át francia fennhatóság alatt élt, meghatározóvá vált életében a francia kultúra. Lelkesedett Voltaire, Rousseau és Lessing iránt, ismerte Locke, Kant, Leibnitz és Newton nézeteit. 1808. október 4-én nevét a korábbi Marx Levi-ről Marxra rövidítette. 1810-ben, Berlinben kezdte meg ügyvédi tanulmányait. Megismerhette korának legkorszerűbb jogrendszerét, mivel a Rajna-vidéken 1807-ben vezették be Bonaparte Napóleon Polgári Törvénykönyvét (Code Civil) és 1810-ben Büntető Törvénykönyvét (Code Penal). Mindazonáltal Napóleon 1808-ban megszüntette a zsidók számára korábban biztosított polgári egyenjogúságot, s szigorú intézkedéseket vezetett be a „zsidó uzsorások” ellen. Poroszország 1812-ben – a Rajna-vidék annektálása után – eltörölte ezeket a rendeleteket.
1814. november 21-én kötötte meg a házassági szerződést Nymwegen Henriette Presburggal, Karl Marx későbbi anyjával, amit 22-én jegyeztek be az anyakönyvbe.
Az antiszemitizmus hamarosan felújult, s 1815-ben eltiltották a zsidókat a közhivatalok viselésétől, majd 1822-ben minden szabad foglalkozásra kiterjesztették a tilalmat. Heinrich Marx 1815-ben kérvényt nyújtott be a hatóságokhoz, hogy engedélyezzék számára ügyvédi hivatásának gyakorlását, amelyet azonban elutasítottak. Családi támogatás nélkül, saját erejéből szerezte meg az ügyvédi (Advokat) képesítését 1816-ban. Ekkoriban döntött úgy, hogy áttér a protestáns vallásra, melyet 1819-ben tett meg. 1820-ban ügyvéd-közjegyzői képesítést (Advokat-Anwalt) szerzett. 1824-ben gyermekeit, köztük Karl Marxot, 1825-ben pedig feleségét is felvették az evangélikus nemzeti egyházba. 1831-ben igazságügyi tanácsossá nevezték ki, mely tisztséget haláláig töltött be.

## Fordítás
- Ez a szócikk részben vagy egészben a Heinrich Marx (Justizrat) című német Wikipédia-szócikk ezen változatának fordításán alapul.  Az eredeti cikk szerkesztőit annak laptörténete sorolja fel. Ez a jelzés csupán a megfogalmazás eredetét és a szerzői jogokat jelzi, nem szolgál a cikkben szereplő információk forrásmegjelöléseként.